# Рен (Охајо)
Рен (енгл. Wren) град је у америчкој савезној држави Охајо.

## Демографија
По попису из 2010. године број становника је 194, што је 5 (-2,5%) становника мање него 2000. године.
| Група             | 2000.       | 2010.       |
| Белци             | 192 (96,5%) | 181 (93,3%) |
| Афроамериканци    | 0 (0,0%)    | 2 (1,0%)    |
| Азијати           | 0 (0,0%)    | 0 (0,0%)    |
| Хиспаноамериканци | 4 (2,0%)    | 4 (2,1%)    |
| Укупно            | 199         | 194         |